# Кристенсен, Уильям Бреде
Вилльям Бреде Кристенсен (норв. William Brede Kristensen; 21 июня 1867, Кристиансанн, Норвегия — 25 сентября 1953, Лейден, Нидерланды) — норвежско-нидерландский религиовед.

## Образование
В 1884—1894 годах изучал теологию и древние языки в университетах Кристиании, Лейдена и Парижа.
В 1896 году защитил диссертацию «Ægypternes Forestillinger om Liv efter Døden i Forbindelse med Guderne Ra og Osiris» («Представление древних египтян о жизни после смерти в отношении богов Ра и Осириса»).

## Карьера
В 1901—1937 годах — профессор истории и религиоведения Лейденского университета (сменил в этой должности своего учителя К. П. Тиле).

### Сфера научных интересов
Феноменология древних религий Египта и других стран Ближнего Востока, а также Греции и Рима.

#### Взгляды
Указал на ограниченность сравнительного и исторического методов изучения религий, отказавшись от эволюционной теории развития религий К. П. Тиле, согласно которой историческая смена форм религий обусловлена последовательным прогрессивным развитием самосознания человека.
Считая, что каждая из древних религий имеет свою особую природу, пытался приблизиться к их пониманию путём «феноменологического вчувствования» на основе изучения письменных документов этих религий и конкретных религиозных обычаев. При этом полагал, что полное понимание древних религий никогда не может быть достигнуто в категориях современного мышления, так как исследователь религии всегда отделён от объекта своего исследования и природа религиозного факта не открывается ему полностью.

## Публикации

### Важнейшие работы
Самые важные работы были опубликованы в двух сборниках на голландском языке:
1) в 1947 году — «Verzamelde bijdragen tot kennis der antieke godsdiensten» («Собрание сочинений по исследованию древних религий»),
2) в 1954 году — «Symbool en werkelijkheid: een bundel godsdiensthistorische studiën» («Символ и действительность: собрание работ по истории религии»).

### Другие публикации
- Religionshistorisk studuim. — Oslo, 1954.
- The meaning of religion: lectures in the phenomenology of religion. — The Hague, 1960.
- Life out of death. Studies in the religions of Egypt and Ancient Greece. — Louvain, 1992.

## Награды
- Орден Нидерландского льва